# Бромије
Бромије је у грчкој митологији епитет, односно још једно име бога Диониса. Ово име има значење „онај који бесни“. Према другом тумачењу, његово име указује на плодоношење.

## Култ
Диодор је ово име Диониса објашњавао тиме што је рођен током олује, приликом које је грмело и севало. Други аутори га приписују буци током баханалија, а неки га изводе из имена нимфе Бромије. Према неким изворима, он газдује Аполоновим храмом на Делфима у јесен и зиму. Из тог разлога, Питија је давала своја пророчанства само током пролећа и лета, када је присутан Аполон. Диониса су као Бромија славили у Фригији, што указује на његово порекло. Према древном обичају, Менаде са кобиљим главама, растрзале су дечака који је приношен једном годишње као жртва (кога су називали, између осталог и Бромијем) и прождирале га, а по угледу на мит у коме три сестре комадају Хипаса или на онај ранији где је Реја појела свог сина Посејдона. Увођењем Дионисовог култа, уместо дечака, жртвовано је ждребе.

## Други митски ликови
Аполодор је навео још једну митолошку личност са овим именом. Био је један од Египтида, који се оженио Данаидом Ерато, која га је убила прве брачне ноћи, баш као што су њене сестре побиле своје мужеве, Бромијеву браћу.